# Куми (селище)
Куми — селище в Україні, у Красноградській міській громаді Берестинського району Харківської області. Населення — 360 осіб.

## Географія
Селище Куми розташоване на відстані 3 км від річки Берестова (правий берег). На відстані 2 км розташоване село Перемога. Через селище пролягає залізниця Полтава-Південна — Лозова, зупинний пункт Платформа 74 км (Куми).

## Історія
Селище засноване 1910 року.
12 червня 2020 року, в ході децентралізації, селище увійшло до складу Красноградської міської громади.

## Населення
За переписом УРСР 1989 року чисельність наявного населення селища становила 396 осіб, з яких 183 чоловіки та 213 жінок.
За переписом населення України 2001 року в селищі мешкало 357 осіб.

## Мова
Розподіл населення за рідною мовою за даними перепису 2001 року:
| Мова       | Відсоток |
| ---------- | -------- |
| українська | 83,61 %  |
| російська  | 16,39 %  |

## Економіка
- Молочно-товарна ферма.
- Лісоразсадник.